# Creando Opportunità
Creando Opportunità (in spagnolo Creando Oportunidades - CREO) è un partito politico ecuadoriano di orientamento liberale e conservatore, fondato nel 2012.
In occasione delle elezioni parlamentari del 2013 ha ottenuto 11 seggi su 137; alle successive parlamentari del 2017 ha dato vita ad una coalizione con Società Unita per l'Azione, che ha ottenuto complessivamente 34 seggi.